# Amadeu II de Savoia
Amadeu II de Savoia (v 1050 - 1080) fou el comte de Savoia entre 1060 i 1080.

## Orígens familiars
Va néixer el 1050 sent fill del comte Odó I de Savoia i Adelaida de Susa. Era net per línia paterna d'Humbert I de Savoia i Ancilla de Lenzbourg, i per línia materna d'Ulric Manfred I de Torí i Berta de Toscana, i germà de Pere I de Savoia.

## Ascens al tron comtal
A la mort del seu pare, ocorreguda l'any 1060, fou nomenat titular del comtat, governant juntament amb el seu germà Pere I de Savoia fins al 1078, data en el qual morí aquest. El poder real sobre el comtat, però, el tingué la seva mare Adelaida de Susa.
Durant el seu mandat fou l'intermediari entre el papa Gregori VII i l'emperador Enric IV del Sacre Imperi Romanogermànic. En reconeixement de l'ajuda prestada, i en virtut d'aliances familiars, l'emperador concedí a Amadeu II la regió de Bugey i a Adelaida de Susa el Marquesat d'Ivrée.
A la seva mort, ocorreguda el 26 de gener de 1080, fou succeït pel seu fill Humbert II de Savoia.

## Núpcies i descendents
Es va casar, vers el 1065, amb Joana de Ginebra, filla del comte Gerold II de Ginebra. D'aquesta unió nasqueren:
- Humbert II de Savoia (1065-1103), comte de Savoia
- Constança de Savoia, casada amb el marquès Odó II de Montferrat
- Adelaida de Savoia (?-1090), casada amb Manasès de Coligny
- Auxília de Savoia (?-d 1094), casada vers el 1080 amb Humbert de Beaujeu